# 해주 박씨
해주 박씨(海州朴氏)는 황해남도 해주시를 본관으로 하는 한국의 성씨이다. 시조는 파사왕의 후손이자 전객령(典客令)을 지낸 박연(朴演)이다.

## 참고 자료
- “해주박씨(海州朴氏)”. 뿌리를 찾아서.[깨진 링크(과거 내용 찾기)]